# کوشان حداد
کوشان حداد علیمردانی (زادهٔ ۱۰ اسفند ۱۳۵۸) تنظیم‌کننده، آهنگ‌ساز و میکس و مسترینگ‌کننده‌ی اهل ایران است. کوشان از اوایل دهه هشتاد در موسیقی الکترونیک با راه‌اندازی گروه «اشکان‌ کوشان» در ایران فعالیت دارد.

## زندگی
کوشان حداد علیمردانی در ۱۰ اسفند ۱۳۵۸ در تهران به دنیا آمد. وی فعالیتش را از سال ۱۳۷۰ آغاز کرد، او به تنهایی یا به همراه مهدی یراحی بسیاری از آثار موسیقی مهدی یراحی را بر عهده داشت.

## آثار
| خواننده           | نام ترانه  | ترانه‌سرا                        | آهنگساز           | تنظیم‌کننده | میکس و مسترینگ |
| ----------------- | ---------- | ------------------------------- | ----------------- | ---------- | -------------- |
| علی اصحابی        | میشد که    | روح‌الله احمدی و علی اصحابی      | علی اصحابی        | کوشان حداد | کوشان حداد     |
| علی اصحابی        | تیکه تیکه  | علی اصحابی                      | علی اصحابی        | کوشان حداد | کوشان حداد     |
| محسن چاوشی        | غیر معمولی | علی بحرینی                      |                   | کوشان حداد | کوشان حداد     |
| محسن چاوشی        | چمدون      | امیر ارجینی                     | محسن چاوشی        | کوشان حداد | کوشان حداد     |
| محسن چاوشی        | حریص       | امیر ارجینی                     | محسن چاوشی        | کوشان حداد | کوشان حداد     |
| محسن چاوشی        | زیبایی     | امیر ارجینی                     | محسن چاوشی        | کوشان حداد | کوشان حداد     |
| محسن چاوشی        | ها         | حسین صفا                        | محسن چاوشی        | کوشان حداد | کوشان حداد     |
| محسن چاوشی        | قطار       | حسین صفا                        | محسن چاوشی        | کوشان حداد | کوشان حداد     |
| محسن چاوشی        | رمیدیم     | وحشی بافقی                      | محسن چاوشی        | کوشان حداد | کوشان حداد     |
| محسن چاوشی        | ستمگر      | شهریار                          | محسن چاوشی        | کوشان حداد | کوشان حداد     |
| محسن چاوشی        | یوسف       | حسین صفا                        | محسن چاوشی        | کوشان حداد | کوشان حداد     |
| محسن چاوشی        | شیدائی     | مولانا                          | محسن چاوشی        | کوشان حداد | کوشان حداد     |
| فرزاد فرزین       | بیا بیا    | یاحا کاشانی                     | فرزاد فرزین       | کوشان حداد | کوشان حداد     |
| فرزاد فرزین       | دوریت      | فرزاد فرزین                     | فرزاد فرزین       | کوشان حداد | کوشان حداد     |
| حامد همایون       | معرکه      | یاحا کاشانی                     | محمد زند وکیلی    | کوشان حداد | کوشان حداد     |
| محسن ابراهیم زاده | گندمی      | محسن ابراهیم زاده               | محسن ابراهیم زاده | کوشان حداد | کوشان حداد     |
| مهدی یراحی        | اسرار      | مرتضی حیدری الکسیر و علی بحرینی | مهدی یراحی        | کوشان حداد | کوشان حداد     |
| مهدی یراحی        | لاک‌پشت     | مونا برزویی                     | مهدی یراحی        | کوشان حداد | کوشان حداد     |
| مهدی یراحی        | قفس بس     | شهیار قنبری                     | شهیار قنبری       | کوشان حداد | کوشان حداد     |

## دستگیری
کوشان حداد در تنظیم اولین ترانه مهدی یراحی در جنبش زن، زندگی، آزادی با عنوان «قفس بس» با او همکاری کرده بود، از این رو توسط نیروهای نظام جمهوری اسلامی دستگیر شد.